# Heuglin-Streifengrasmaus
Die Heuglin-Streifengrasmaus (Lemniscomys zebra) ist ein Nagetier in der Unterfamilie der Altweltmäuse (Murinae), das in Afrika vorkommt. Die Population wurde längere Zeit als Unterart oder Synonym der Berber-Streifengrasmaus (Lemniscomys barbarus) geführt. Seit 1997 ist sie als Art anerkannt. Das Taxon stellt vermutlich einen Artenkomplex dar, was in zukünftigen Studien bestätigt werden muss.

## Merkmale
Die Heuglin-Streifengrasmaus erreicht eine Kopf-Rumpf-Länge von 83 bis 118 mm, eine Schwanzlänge von 110 bis 137 mm sowie ein Gewicht von 24 bis 49 g. Die hinteren Füße sind 23 bis 26 mm lang. Das Fell hat oberseits eine gelbbraune bis braune Grundfarbe auf der mehrere helle bis weiße Längsstreifen vorkommen. Diese sind wie bei der Berber-Streifengrasmaus nicht unterbrochen, womit sich beide Arten von den anderen Streifengrasmäusen unterscheiden. Auf der Unterseite ist das Fell cremefarben bis weiß. Die Art hat an den Vorderpfoten nur drei vollständig entwickelte Finger. Die 13 bis 18 mm langen und abgerundeten Ohren sind mit kurzem rötlichem Fell bedeckt. Der spärlich behaarte lange Schwanz ist oberseits dunkel und unterseits hell.

## Verbreitung
Die Art bewohnt den Savannengürtel südlich der Sahara sowie nördlich und östlich des Kongobeckens von Senegal im Westen bis Kenia und Tansania im Osten. In Gebirgen erreicht die Heuglin-Streifengrasmaus 1220 Meter Höhe. Neben Savannen besucht die Art baumbestandene Gebiete mit einem Unterwuchs aus Gras sowie Kulturlandschaften.

## Lebensweise
Dieses Nagetier ist vorwiegend während der Morgen- und Abenddämmerung aktiv. Es bewegt sich meist auf dem Boden oder in niedrigen Gewächsen sowie auf Ästen, die auf dem Grund liegen. Gewöhnlich werden die Individuen einzeln oder als Paar gesichtet. Die Heuglin-Streifengrasmaus ernährt sich vermutlich wie andere Gattungsvertreter von Pflanzenteilen. Zwei aufgefundene Weibchen waren mit jeweils 5 Embryos trächtig.

## Status
Für den Bestand sind keine nennenswerten Bedrohungen bekannt. Die IUCN listet die Art als nicht gefährdet (Least Concern).